# 容子青
容子青（1924年—），原名容以欣，女，广东中山人，中华人民共和国政治人物，曾任中共中央编译局副局长，第七、八届全国政协委员。